# Kustrzebka przeoczana

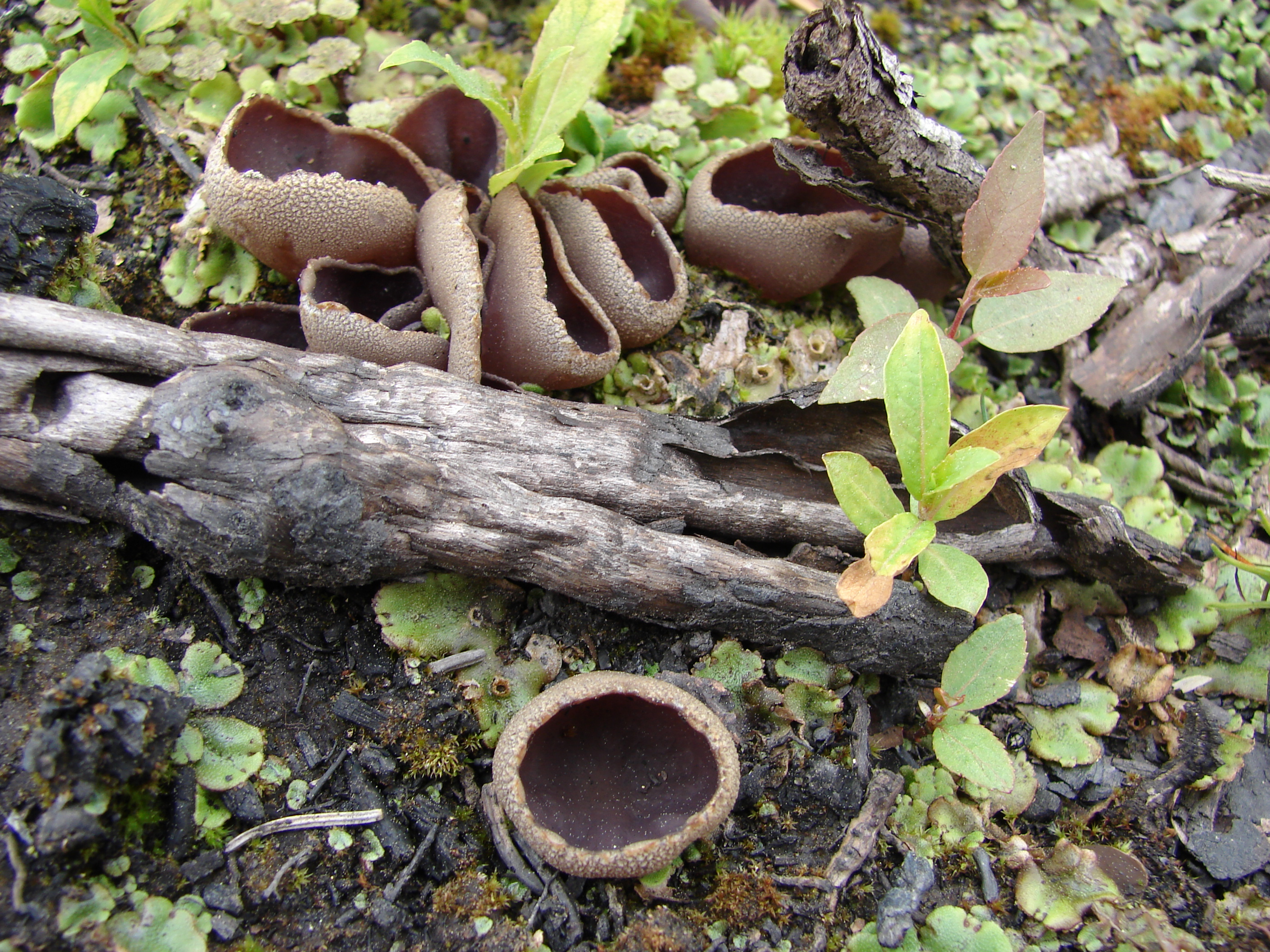

Kustrzebka przeoczana(Peziza praetervisa Bres.) – gatunek grzybów z rodziny kustrzebkowatych (Pezizaceae).

## Systematyka i nazewnictwo
Pozycja w klasyfikacji według Index Fungorum: Peziza, Pezizaceae, Pezizales, Pezizomycetidae, Pezizomycetes, Pezizomycotina, Ascomycota, Fungi.
Po raz pierwszy opisał go w 1897 r. Giacomo Bresàdola na starym węglu drzewnym i nadana przez niego nazwa jest aktualna. Niektóre synonimy:
- Aleuria praetervisa (Bres.) Bres. 1933
- Galactinia praetervisa var. minor J. Moravec 1969[2].

Polska nazwa według M.A. Chmiel.

## Morfologia
Askokarpy typu apotecjum o średnicy 6–21 mm, siedzące, początkowo miseczkowate, potem wypłaszczające się. Hymenium gładkie, koloru ochrowego z fioletowymi odcieniami, ciemniejące z wiekiem. Bezpłodna powierzchnia zewnętrzna nieco ciemniejsza, lekko fioletowa.
Worki cylindryczne, jednorzędowe, ośmiozarodnikowe, z zarodnikami w górnej części, amyloidalne, 181,4–263,3 × 8,9–13,4 µm, otwierające się na szczycie wieczkiem. Askospory elipsoidalne z drobnymi, izolowanymi brodawkami, szkliste, 12–14 × 7–8 µm z dwoma dużymi gutulami. Wstawki cylindryczne, septowane, rozwidlone u nasady, pogrubione i rozwidlone na wierzchołku, o średnicy do 7 µm.
Najbardziej podobna jest Peziza violacea, ale odróżnia się ciemnofioletowym owocnikiem i dużymi, brodawkowatymi askosporami. Pachyella babingtonii ma również fioletowobrązowe hymenium, ale jest mniejsza i półprzezroczysta.

## Zasięg występowania i siedlisko
Występuje w Ameryce Północnej i Południowej, w Europie, Japonii, Australii i na Nowej Zelandii. W Polsce M.A. Chmiel w 2006 r. przytoczyła 5 stanowisk na wypaleniskach, w późniejszych latach podano następne.
Saprotroficzny grzyb wypaleniskowy rozwijający się na wypaleniskach.